# Municipio de Hamburg (Carolina del Norte)
El municipio de Hamburg (en inglés: Hamburg Township) es un municipio ubicado en el  condado de Jackson en el estado estadounidense de Carolina del Norte. En el año 2010 tenía una población de 1.738 habitantes.

## Geografía
El municipio de Hamburg se encuentra ubicado en las coordenadas 35°10′19.35″N 83°8′5.52″O / 35.1720417, -83.1348667.